# Sejm zwyczajny abdykacyjny 1668
Sejm zwyczajny abdykacyjny 1668 – został zwołany 20 czerwca 1668 roku do Warszawy.
Złożony jako sejm sześcioniedzielny, skrócony do trzech niedziel.
Sejmiki przedsejmowe w województwach odbyły się 23 lipca 1668 roku.  
Marszałkiem sejmu obrano Stefana Sarnowskiego, podkomorzego łęczyckiego. Obrady sejmu trwały od 27 sierpnia do 16 września  1668 roku.
15 września 1668 roku podpisano abdykację króla Jana II Kazimierza Wazy.